# Скалохори (дем Горуша)
 Тази статия е за населишкото село.  За костурското вижте Чърчища (Костурско).  
Скалохори, наричано още Чърчища, Чарчища, Чкалохор, Цкалохор (на гръцки: Σκαλοχώρι, Скалохори, катаревуса: Σκαλοχώριον, Скалохорион), е село в Република Гърция, дем Горуша (Войо) в област Западна Македония.

## География
Селото е разположено на 870 m надморска височина, северозападно от демовия център град Неаполи (Ляпчища, Населич), вдадено навътре в територията на дем Хрупища. Близо до селото извира Чърчищкият приток на река Беливод (Велос), която остава на няколко километра на югоизток от Скалохори.
Северозападно от Скалохори, на мястото на бившето село Братмир е запазена църквата „Свети Николай“.

## История

### В Османската империя
Любезни Ламгьоти, Видилущени и Цукалохорити,
Чрезъ настоящето Ви съобщавамъ следното: Македонскиятъ комитетъ, който действува за освобождението на на нещестнитѣ християнски народности, които петь вѣка сѫ роби на турцитѣ, има повече отъ 6 години какъ работи вече въ съседнитѣ вамъ села безъ да Ви причини никакво зло, нито пъкъ се е отнесълъ къмъ васъ за подкрепа и помощь.
Известно Ви е, че ние се биемъ за свободата на всички народности, които населяватъ тая страна, Македония, безъ разлика дали тѣ сѫ българи, гърци или власи, защото всички сме подъ една и сѫща тирания. Напоследъкъ се явиха въ страната смесени гърко-турски чети, чиято цель е да подпомогнатъ турската власть, за да може да ни държи още подъ нейното иго. Жално е, че и Вий давате подслонъ и помощь на тия чети и съ това ставате причина да ce нанасятъ загуби въ съседнитѣ български села. Ако все така продължавате да работите и действувате, В. М. О. Р. О. ще бѫде заставена да вземе предпазителни мѣрки спрѣмо Васъ, като постѫпи съгласно нейнитѣ статути и закони, които сѫ строги и немилостни за всички неприятели отъ кѫдето и да произхождатъ тѣ. 
Прочее, помислете си и поправете се: не сте вие, които не знаете нашитѣ цели и намѣрения. На васъ е добре известно, че за добритѣ хора сме добри, но за лошитѣ ставаме по-зли. Преценете това, което ви съветватъ и препорѫчватъ вашитѣ началници и войводи отъ гръцкия комитетъ и го съпоставете съ това, което ний вършимъ; заключението е явно, че тѣ желаятъ да ви държатъ още подъ турското робство. 
Вижте какъ следъ нашитѣ героични подвизи Европа сериозно се заинтересува за Македонския въпросъ и не ще бѫде далечъ деньтъ, когато ще можемъ да заживѣемъ свободно въ милата ни татковина и Вий тогава ще скърбите и ще съжалявате подобно на Юда, но ще бѫде вече късно.
Съ поздравъ отъ Рѫководното тѣло на Костенарията.
Началник - Костандо. Войвода - К. Шкуртов
Костенария
1 януария 1905 г.
В османските данъчни регистри от средата на XV век Черчища е споменато с 26 глави на семейства и двама неженени: Нико, а Дабо, Папа Никола, бежан, Димо, Йорг, пано, йорг, Лео, Яно, Никола, Йорг, Дидое, Йорг, Никола, Тодор, Стайо, Насте, Яно, Никола, Стайо, Дабижив, Яно, Стайо, Тодор и Михо, и две вдовици Илина и Кала. Общият приход за империята от селото е 1757 акчета.

Τρεις καλογέροι Κρητικοί και τρεις απ’ τ’ Άγιον Όρος
καράβι αρματώσανε και καλοσυγιρίζουν.

‘Σ την πρύμη είχαν τον Σταυρό, ς’ την μέση τον Πατριάρχη

και ψάλαν το Χερουβικό και το Άξιον εστίν ως.

Φωνή ηκούσθη εξ ουρανού εκ στόματος Αγγέλου.

Ας παύση το Χερουβικόν και το Άξιον εστίν ως.

Πήραν οι Τούρκοι την Σοφιά, το μέγα μοναστήρι,

πώχει τρακόσια σήμαντρα κ’ εξήντα δυο καμπάναις.
Трима монаси критяни и трима от Света гора

сглобиха лодка и плаваха щастливо.

На кърмата имаха Кръста, по средата Патриарха

и пееха Херувимската песен и „Достойно ест“.

Глас се чу от небето от устата на Ангел.

Нека Херувимската престан, както и „Достойно ест“.
Турците превзеха „София“, великия манастир,
с триста клепала и шестдесет и две камбани.
В края на XIX век Чърчища е село в Населишка каза на Османската империя. Етническият характер на селото не е докрай изяснен. То е разположено на самата българо-гръцка езикова граница – на юг има само гръцки, а на север – само български села. Според Васил Кънчов („Македония. Етнография и статистика“) в 1900 година в Чърчища жиеят 370 гърци мохамедани. Същевременно той посочва и село Цкалохор с 400 гърци християни.
На Етнографската карта на Битолския вилает на Картографския институт в София от 1901 година Чърчища е чисто помашко (гръцко мохамеданско) село в казата Населица на Серфидженския санджак с 93 къщи.
В началото на XX век християнските жители на селото са под върховенството на Цариградската патриаршия. По данни на секретаря на Българската екзархия Димитър Мишев („La Macédoine et sa Population Chrétienne“) в 1905 година в Цкалохор (Tzkalohor) има 475 гърци патриаршисти.
Според Георгиос Панайотидис, учител в Цотилската гимназия, Цикалохори (Τσικαλοχώριον) или на турски Чърчища (Τσέρτσιστα) в 1910 година има около 95 гъркогласни християнски семейства. В селото работи основно гръцко училище с 1 учител и 50 ученици мъже, както и женска забавачница с 1 учителка и 20 момичета. Според Панайотидис селото участва в гръцките национални борби в началото на века и е едно от най-развитите и прогресивни в Костенарията.
Същевременно според някои източници селото има български характер. На етническата карта на Костурското братство в София от 1940 година, към 1912 година Чарчища е обозначено като българско селище.
Църквата „Света Параскева“ е построена на хълм в 1859 година. Изгорена е от германците по време на Втората световна война и възстановена в 1960 година по инициатива на отец Томас Папатанасиу.

### В Гърция
През Балканската война в 1912 година в селото влизат гръцки части и след Междусъюзническата в 1913 година Чърчища остава в Гърция. В селото днес има етнографски музей.
Населението традиционно произвежда жито, тютюн и други земеделски продукти, като се занимава и със скотовъдство.
| Име               | Име      | Ново име | Ново име | Описание                                      |
| ----------------- | -------- | -------- | -------- | --------------------------------------------- |
| Бара              | Μπάρα    | Лекани   | Λεκάνη   | местност на И от Скалохори                    |
| Богища или Божища | Μπογίστα | Панагия  | Παναγιά  | река на И от Скалохори, ляв приток на Беливод |

| Година    | 1913 | 1920 | 1928 | 1940 | 1951 | 1961 | 1971 | 1981 | 1991 | 2001 | 2011 | 2021 |
| --------- | ---- | ---- | ---- | ---- | ---- | ---- | ---- | ---- | ---- | ---- | ---- | ---- |
| Население | 588  | 432  | 515  | 540  | 333  | 269  | 182  | 176  | 212  | 176  | 102  | 50   |

## Личности
Родени в Скалохори
- Никос Папатанасиу (1912 – 1948), гръцки военен
- Папатанасис Папатанасиу (Παπαθανάσης Παπαθανασίου), гръцки свещеник в началото на XX век[17]